# Li Ting (Wasserspringerin)
Li Ting (chinesisch 李 婷, Pinyin Lǐ Tíng; * 1. April 1987 in Guilin) ist eine chinesische Wasserspringerin. Sie nahm einmal an Olympischen Spielen teil und gewann dabei eine Goldmedaille.
Bei den Asienspielen 2002 in Busan gewann Li Ting die Goldmedaille im Synchronspringen vom Turm. Sie nahm an den Schwimmweltmeisterschaften 2003 in Barcelona teil und gewann dort ebenfalls Gold im Synchronspringen vom Turm. Li nahm an den Olympischen Sommerspielen 2004 in Athen teil. Sie startete im Einzel- und Synchronwettbewerb vom Turm. Im Einzelwettbewerb erreichte Li Ting mit 546,48 Punkten den sechsten Platz. Zusammen mit Lao Lishi startete sie im Synchronwettbewerb. Sie gewannen mit 352,14 Punkten die Goldmedaille vor den Russinnen Natalja Michailowna Gontscharowa und Julia Koltunowa (340,92 Punkte) und Blythe Hartley und Émilie Heymans aus Kanada (327,78 Punkte). Bei den Schwimmweltmeisterschaften 2005 in Montreal gewann Li Ting den Titel im Synchronspringen vom Drei-Meter-Brett. Ein Jahr später bei den Asienspielen 2006 in Doha gewann sie ebenfalls vom Brett den Synchronwettbewerb.